# Мир Абд ул-Азиз
Шах Абд ул-Азиз Хотак (? — 1717) — второй эмир Кандагара из династии Хотаки (1715—1717). Он был коронован в 1715 году после смерти своего брата, Мир Вайса Хотаки. Отец Ашрафа Хотаки (1700—1730), будущего шаха Ирана из династии Хотаки. Абд ул-Азиз Хотаки был убит в 1717 году своим племянником Махмудом Хотаки.

## Биография
Абд ул-Азиз родился в известной и богатой семье рода Хотаки племени Гильзаи в районе Кандагара. Его отцом Шаха Алам-хан Хотаки. Его матерью была Назо Тохи (так известная как Назо Анаа), внучка Карум-хана и правнучка Исмаил-хана, потомка Маликьяра, древнего главы племени Хотак или Хотаки.
Хотаки — ветвь племени Гильзаев, одного из главных племен среди пуштунов. Хаджи Аманулла Хоттак сообщал в своей книге, что племя Гильзаев является первыми жителями города Гор или Гердж. Это племя позднее мигрировало на юго-восток Афганистана.
В 1707 году Кандагар находился в состоянии хаоса из-за того, что за него боролись Сефевиды (шииты) и Великие Моголы (сунниты). Мир Вайс-хан, вождь племени Хотаки, пользовавшийся большим влиянием среди соотечественников, был задержан губернатором региона Гурген-ханом и отправлен в Исфахан, столицу Сефевидской империи. Позднее его отпустили и даже разрешили встретиться с шахом Солтаном Хусейном. Получив расположение персидского двора, Мир Вайс попросил и получил разрешение совершить паломничество в Мекку. Мир Вайс изучил все военные слабости ослабевшего Сефевидского государства, пока находился при шахском дворе.
В 1709 году братья Мир Вайс и Мир Абд ул-Азиз организовали большое восстание афганцев в районе Кандагара. Воспользовавшись отсутствием большей части персидского гарнизона в Кандагаре, сторонники Мир Вайса и Абд ул-Азиза напали на остальных персов и умертвили многих из них, вто числе наместника Гурген-хана.
Кандагарский наместник Гурген-хан со своей свитой был убит в апреле 1709 года. Восставшее племя Хотаки взяло под свой контроль город Кандагар и провинцию. Восставшие пуштуны разгромили большую персидскую армию, посланную для установления контроля над этим регионом. Несколько попыток шахского двора покорить племя Гильзаи в Кандагаре потерпели неудачу. В том же 1709 году персидское правительство отправило против восставших 30-тысячную армию под командованием Хусрау-хана (племянника Гурген-хана). Несмотря на начальный успех персов, который вынудил афганцев к предложению сдаться, бескомпромиссная позиция главнокомандующего Хусрау-хана побудила восставших продолжить борьбу, в результате которой в 1711 году персидская армия была полностью разгромлена (спаслось около 700 человек). Хусрау-хан был убит. В 1713 году другая персидская армия под руководством Рустам-хана была также разбита повстанцами, которые закрепили за собой владение провинцией Кандагар
В ноябре 1715 года после смерти Мир Вайса вторым эмиром Кандагара стал его младший брат Мир Абд ул-Азиз. Он хотел заключить мирный договор с Сефевидами, но афганцы были против этой идеи. В 1717 году Мир Абд ул-Азиз был свергнут с престола и убит своим племянником Мир Махмуд-шахом, сыном Мир Вайса.
Абд ул-Азиз был похоронен в мавзолее рядом со своим старшим братом Мир Вайсом в районе Кокаран города Кандагар в Афганистане.